# مهدی صالحی
مهدی صالحی قلعه‌شاهرخی (۱۳۶۲ –۲۵ فروردین ۱۴۰۱) یکی از زندانیان اعتراضات دی ۱۳۹۶ بود. وی از طرف شعبه یکم اجرای احکام خمینی‌شهر به جرم محاربه با سلاح گرم و افساد فی‌الارض به اعدام محکوم شده بود. او در دادگاه، حضور در اعتراضات دی‌ماه ۹۶ را تکذیب کرده بود.
صالحی پس از سکته مغزی به «بیمارستان الزهرا» اصفهان منتقل شد و منابع مختلف خبری و حقوق بشری اعلام کردند که او در اثر «تزریق داروی اشتباه» چند ماه در اغما به سر برده و در روز پنجشنبه ۲۵ فروردین ۱۴۰۱ درگذشت.
صالحی متولد ۱۳۶۲ و ساکن یزدانشهر در ۴ کیلومتری نجف‌آباد در استان اصفهان بود. وی در زمان مرگ ۳۹ سال سن داشت و رسانه‌ها شغل او را بنگاه‌دار نوشته و گفته‌اند که متأهل بوده و یک دختر ۹ ساله داشته.